# Bannone
Bannone è una frazione del comune di Traversetolo, in provincia di Parma.
La località dista 2,63 km dal capoluogo.

## Geografia fisica
La frazione, attraversata dalla strada Pedemontana, è costituita da 5 nuclei distinti, collocati sulle sponde del torrente Masdone in prossimità dell'immissione del torrente Madolo: Castellaro, Il borgo, Riviera, Case Ronchei e il Cantinone; i centri abitati sono collocati al margine tra gli ultimi lembi di pianura e i primi rilievi collinari dell'Appennino parmense.
La chiesa della Purificazione di Maria Vergine sorge isolata nella piana delle Saldine, sulla riva destra del Masdone.

## Origini del nome
La frazione era originariamente costituita dai due nuclei distinti di Gavazzolo e Banone Saldinis.
Il primo toponimo ha origine dal dialettale Gavas, ossia "dosso", derivato dall'unione tra il termine preromano gava, col significato di "torrente", e il suffisso -aceus.
Il secondo ha invece origine dall'unione tra il dialettale Bavòn, poi Banòn, derivato dal latino vadum, ossia "guado", e il volgareSaldinis, derivato dal latino saldus, ossia "terreno infruttuoso" o "pascolo".

## Storia
La più antica testimonianza della presenza umana nella zona di Bannone è costituita da una serie di manufatti in selce e in pietra risalenti al Paleolitico, rinvenuti in più riprese nei dintorni del centro abitato.
Il territorio era sicuramente abitato in epoca romana, come dimostrato da due diversi ritrovamenti di frammenti di tegole e ceramiche, avvenuti nel 1994 in località Saldine e su un pendio nei pressi del torrente Masdone.
Nel Medioevo furono fondati i due distinti borghi di Gavazzolo e Banone Saldinis; il primo sorgeva a ovest, verso Mamiano, mentre il secondo era collocato a sud-est, nei pressi dell'odierna località di Castellaro. I villaggi si trovavano in prossimità dell'incrocio tra due importanti strade dell'epoca: la via di Linari, che collegava l'abbazia di Linari e la città di Parma, e la strada che conduceva all'abbazia di Vallombrosa.
La più antica testimonianza dell'esistenza del centro abitato risale al 1033, quando Banone fu menzionata in uno dei documenti relativi alla fondazione del monastero di Santa Maria Assunta di Castione Marchesi per volere del marchese Adalberto II degli Obertenghi, capostipite della famiglia Pallavicino, e di sua moglie Adelaide, ritenuti da alcuni storici parenti dei conti di Canossa.
La chiesa di Bannone fu probabilmente costruita intorno alla metà dell'XI secolo dai benedettini di Linari, in corrispondenza del guado sul torrente Masdone; i monaci mantennero fino alla metà del XIV secolo la proprietà dell'edificio, che era però soggetto alla Diocesi di Parma; infatti, il territorio di Bannone apparteneva in feudo ai vescovi di Parma, come confermato nel 1195 dall'imperatore del Sacro Romano Impero Enrico VI di Svevia al vescovo Obizzo Fieschi.
Nel 1413 il territorio fu assegnato ai fratelli Giacomo e Pier Maria I de' Rossi dall'imperatore Sigismondo di Lussemburgo. Tuttavia, in seguito alla disastrosa guerra dei Rossi avviata agli inizi del 1482, molti feudi rossiani furono requisiti dal duca di Milano Ludovico il Moro; Bannone e le terre vicine furono assegnate ai conti Sforza di Santa Fiora.
Il borgo di Gavazzolo era anch'esso originariamente dotato di cappella, che tuttavia probabilmente crollò nel XVI secolo; per questo, tra la metà del XVI secolo e il XVIII, la chiesa della Purificazione di Maria Vergine fu indicata come priorato di Bannone con Gavazzolo. Per questo motivo, col tempo la località di Gavazzolo perse ogni autonomia e iniziò anch'essa a essere denominata genericamente come Bannone.
Nel 1707 il feudo fu ereditato con gli altri beni della casata dal duca di Onano Federico III Sforza, che dal 1673 aveva aggiunto al proprio il cognome della moglie Livia, dando origine alla famiglia Sforza Cesarini; la casata mantenne i diritti feudali sul luogo fino alla loro abolizione sancita da Napoleone per l'ex ducato di Parma e Piacenza nel 1805.
L'anno seguente Bannone fu annessa al nuovo comune (o mairie) di Traversetolo.

## Monumenti e luoghi d'interesse

### Chiesa della Purificazione di Maria Vergine

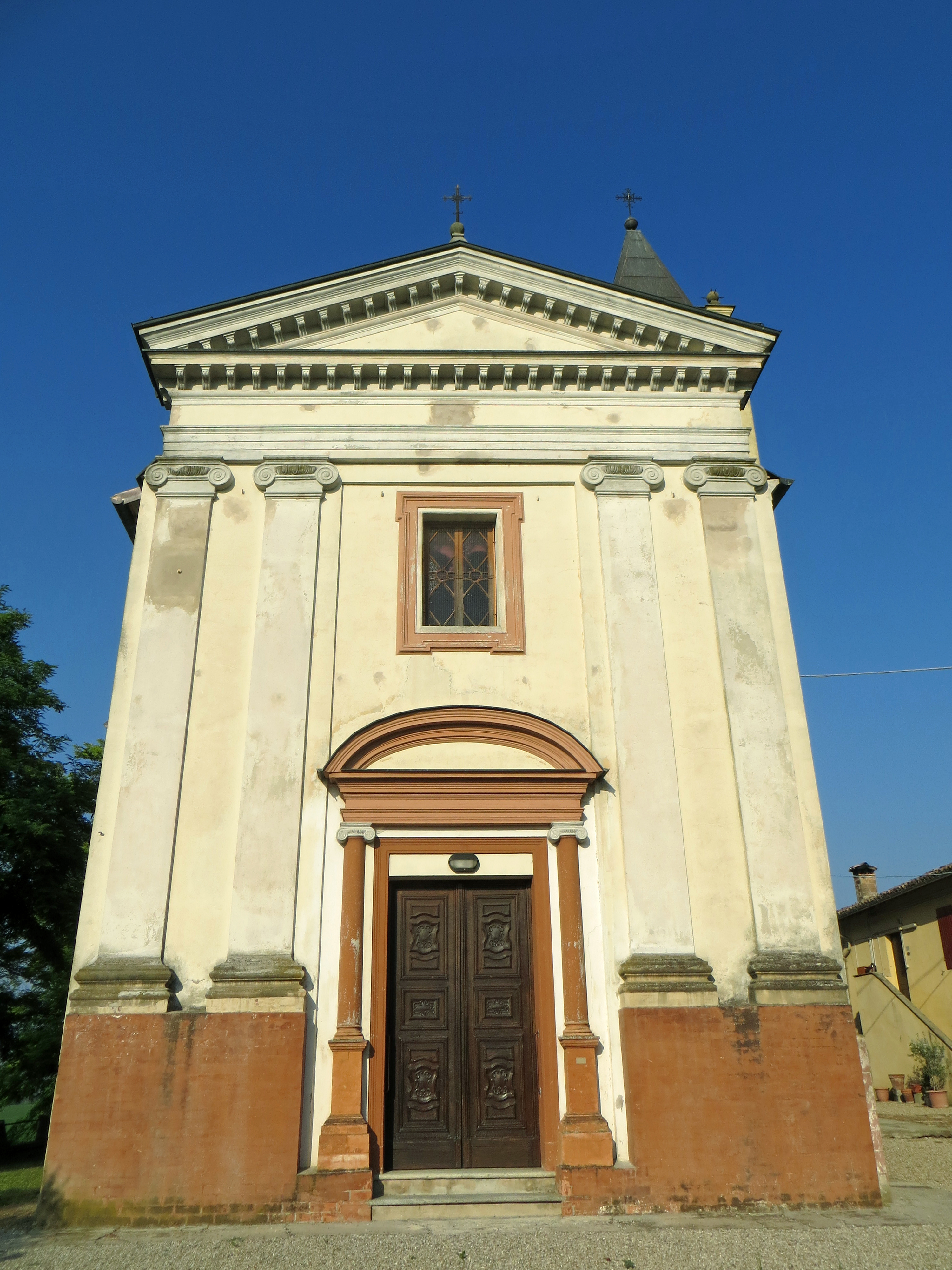
Chiesa della Purificazione di Maria Vergine

Edificata originariamente forse già nell'XI secolo dai monaci benedettini dell'abbazia di Linari, la chiesa fu menzionata per la prima volta nel 1207; assoggettata verso il 1354 alla pieve di Traversetolo, fu completamente ricostruita a partire dal 1705 e decorata internamente nei decenni seguenti; arricchita con la nuova facciata neoclassica nel 1787, fu completata con il campanile nel 1910; danneggiata dal terremoto del 2008, fu negli anni successivi consolidata strutturalmente e restaurata internamente; l'edificio conserva sul portale d'ingresso laterale una lunetta romanica decorata con un altorilievo; all'interno ospita inoltre alcuni oggetti sacri e dipinti seicenteschi e settecenteschi di pregio.

### Villa Ziveri
Costruita forse già nel XVI secolo, la villa pervenne entro il XVII alla famiglia Ziveri, che la trasmise ai suoi discendenti. L'edificio, posto sulla cima di una leggera altura e sviluppato su una pianta rettangolare, si eleva su due livelli principali fuori terra, oltre al sottotetto; la simmetrica facciata presenta nel mezzo il portale d'ingresso, sormontato da uno stemma in pietra della famiglia Ziveri; in sommità il sottotetto si affaccia sulle quattro fronti attraverso una serie di oculi ovali. All'interno si accede all'androne, ornato con decorazioni di gusto liberty; una delle sale laterali accoglie alcuni pannelli sopraporta dipinti, mentre nella cucina si conserva un camino in pietra del 1688. Intorno si sviluppa il giardino, raggiungibile attraverso un viale alberato rettilineo.

### Villa Pedretti
Costruita quale monastero delle domenicane mantellate, la struttura fu confiscata agli inizi del XIX secolo a causa dei decreti napoleonici relativi alla soppressione degli ordini religiosi e fu in seguito alienata a Domenico Pedretti, che la trasmise ai suoi discendenti. L'edificio, sviluppato su una pianta a C con due grandi corpi rettangolari uniti tra loro da uno più piccolo, si eleva su due livelli principali fuori terra, oltre al sottotetto; gli esterni, interamente rivestiti in sasso, sono dominati da un massiccio torrione, eretto sul retro del corpo principale; l'antico ingresso laterale ad arco conserva alcune tracce di affreschi a soggetto religioso; all'interno gli ambienti, mantenuti integri rispetto alle origini, sono pavimentati in cotto e coperti da soffitti a travetti lignei.